# Motorfietsachtbaan

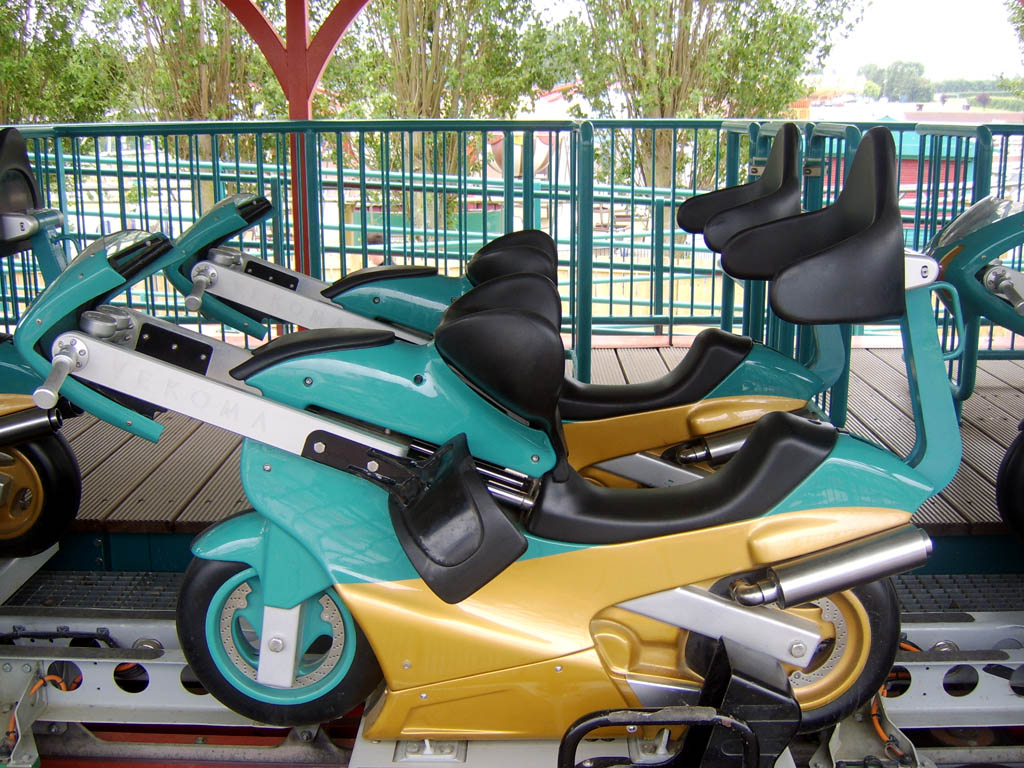
Wagentje van een motorfietsachtbaan

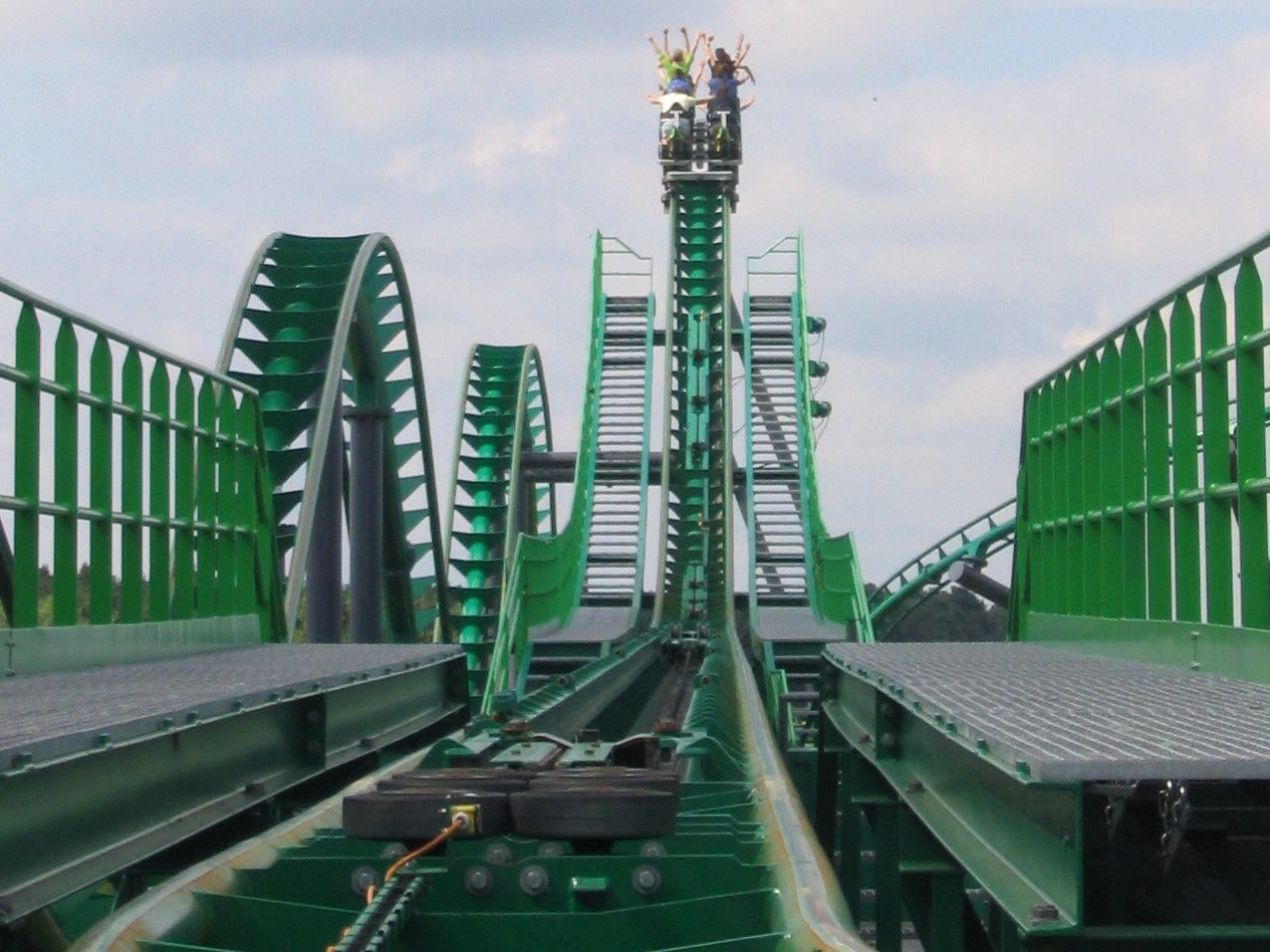
Booster Bike in Toverland

Motorfietsachtbaan of Motorbike roller coaster is een type lanceerachtbaan waarbij men niet in een wagentje zit, maar erop ligt in een soort motorfietshouding; dus hoofd naar voren gericht en benen aan de zijkant van de motor. Dit geeft de inzittenden de indruk dat ze op een motorfiets rijden.
Om dit effect nog realistischer te maken, wordt het wagentje nooit naar een hoogte getakeld zoals bij een lifthelling, maar gelanceerd door middel van lanceerinstallatie. Hierdoor wordt het effect van een accelererende motorfiets benadrukt.
Een goed voorbeeld is de Booster Bike in Attractiepark Toverland; dit was tevens de eerste motorfietsachtbaan ter wereld. De Booster Bike werd ontwikkeld door Vekoma. Naast Vekoma heeft het Zwitserse bedrijf Intamin AG en het Italiaanse bedrijf Zamperla ook een versie van de achtbaan ontwikkeld.
Er zijn ook motorfietsachtbanen waarvan de karretjes niet per se in de vorm van een motor zijn, maar waarbij men wel in dezelfde houding ligt. Een voorbeeld hiervan is de Hagrid's Magical Creatures Motorbike Adventure in Universal's Islands of Adventure in Orlando, Florida (staat), Amerika.